# Ava Smith
Ava Smith (Chicago, 4 novembre 1988) è una supermodella statunitense.

## Carriera
Ha posato anche per le copertine di Harper's Bazaar e di Elle nelle edizioni messicane.
Ha posato anche per servizi fotografici per Vogue nelle edizioni italiana, cinese, giapponese, brasiliana e spagnola e di Elle nell'edizione italiana, messicana ed in quella statunitense.
Ha calcato le passerelle anche per Gucci, Nina Ricci, Oscar de la Renta, Versace, Salvatore Ferragamo, Giorgio Armani, Moschino, Valentino e Chanel.
Tra le agenzie con cui lavora ci sono la Wilhelmina Models a New York, la Elite Model Management, a Toronto, Barcellona, Parigi, Stoccolma e la Modelwerk.